# American Society of Cinematographers

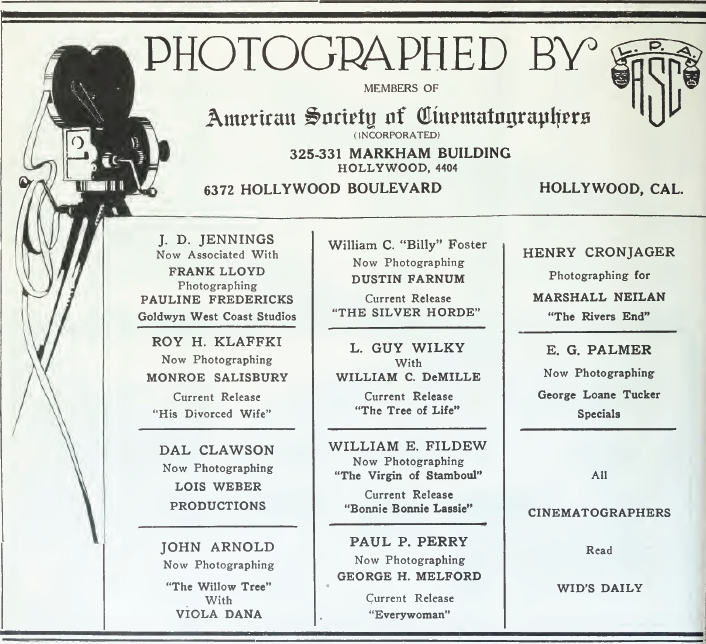
publicatie ASC, 1920

De American Society of Cinematographers (ASC) is een Amerikaanse vereniging van directors of photography, opgericht in 1919 in Hollywood.
Lidmaatschap kan enkel via uitnodiging en is open voor directors of photography en speciale effecten-experten in de filmwereld. De circa 340 leden mogen de initialen "A.S.C." achter hun naam zetten, wat gezien wordt als een grote eer en prestige.

## Geschiedenis
De voorgeschiedenis van de vereniging gaat terug naar 1913 met de oprichting van de Cinema Camera Club (later gewijzigd naar Cinema Camera Club of California) door Philip Rosen en Frank Krugler en Lewis W. Physioc, en van de Static Club in Los Angeles door Charles Rosher en Harry H. Harris. Nadat Phil Rosen in 1918 naar Los Angeles verhuisde, zocht Charles Rosner contact met hem om een nationale vereniging op te richten. Rosen wilde een nationale organisatie creëren met lidmaatschap op uitnodiging en een sterke educatieve werking. Op 12 december kwamen de 15 oprichters bijeen ten huize van William C. Foster en werden de statuten opgesteld. De volgende avond werd het eerste bestuur verkozen met Phil Rosen als president. De vereniging werd officieel erkend door de staat Californië op 8 januari 1919.

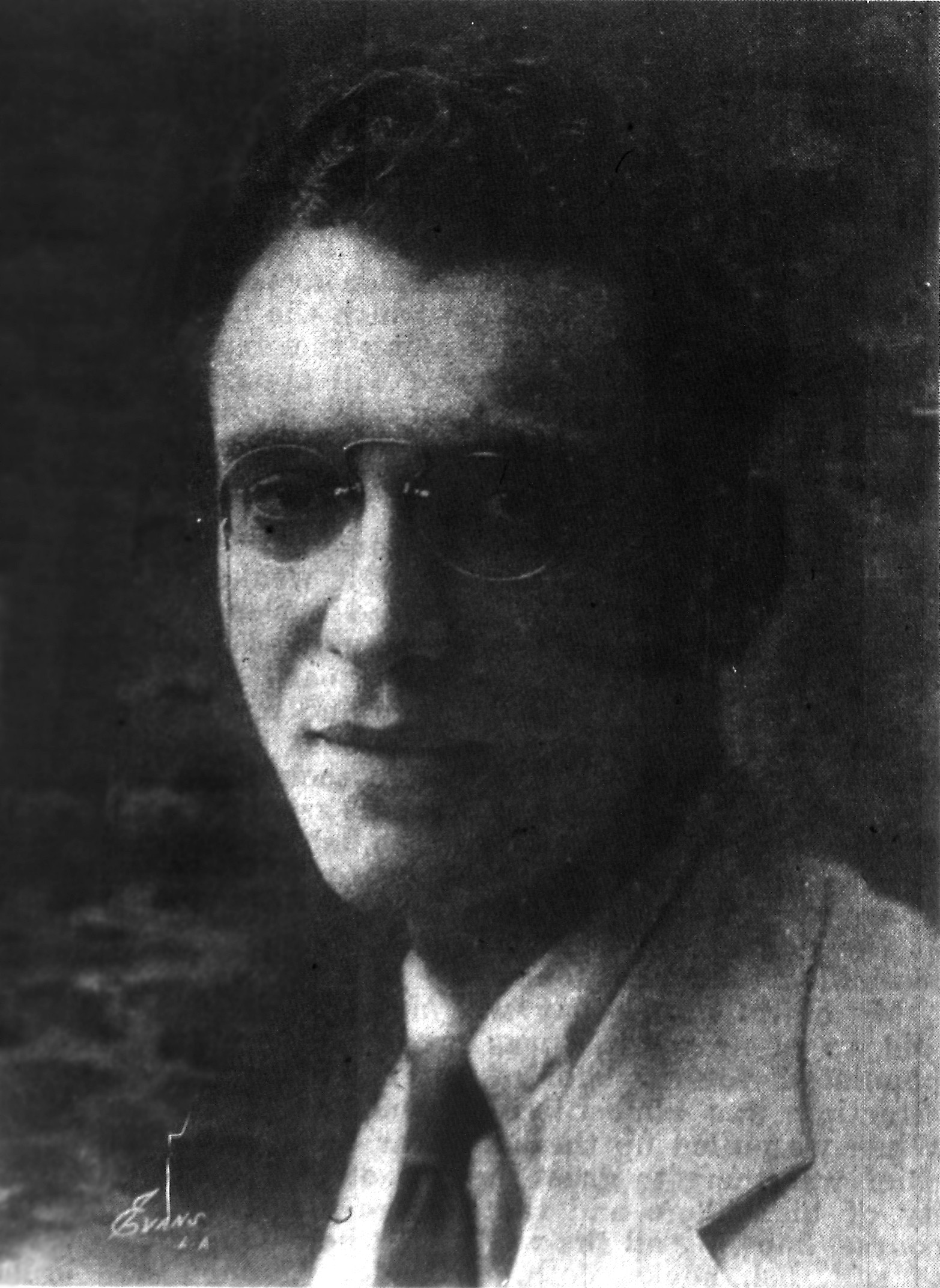
Philip E. Rosen, eerste president ASC

De American Society of Cinematographers werd opgericht door Phil Rosen, Homer Scott, William C. Foster, L.D. Clawson, Eugene Gaudio, Walter L. Griffin, Roy H. Klaffki, Charles Rosher, Victor Milner, Joe August, Arthur Edeson, Fred LeRoy Granville, J.D. Jennings, Robert S. Newhard en L. Guy Wilky.

## Publicaties
In november 1920 verscheen de eerste editie van het tijdschrift American Cinematographer, dat anno 2014 nog steeds uitgegeven wordt. Het tijdschrift verscheen eerst tweemaandelijks als een vier pagina grote nieuwsbrief over de ASC en haar leden. Vanaf maart 1922 werd het maandelijks uitgegeven. Het tijdschrift richt zich op de cinematografie van de huidige films, met onder andere interviews met filmmakers en technische informatie. Oude nummers blijven begeerd door filmmakers wanneer ze op zoek gaan hoe een bepaalde filmstijl werd bereikt.
Een andere belangrijke publicatie van de ASC is de American Cinematographer Manual die voor het eerst werd gepubliceerd in 1935 door Jackson J. Rose als The American Cinematographer Hand Book and Reference Guide. Deze publicatie is het handboek en naslagwerk voor de Amerikaanse directors of photography. Rose’s handboek kreeg negen edities in de jaren 1950 en was de basis voor de huidige 'American Cinematographer Manual, voor de eerste maal uitgegeven in 1960 en in 2004 aan zijn negende editie toe.

## Presidenten ASC
Onderstaande personen zijn president van de ASC geweest.
| - 1918–1921: Philip Rosen - 1921–1923: Fred Jackman - 1923–1924: James Van Trees - 1924–1925: Gaetano Gaudio - 1925–1926: Homer Scott - 1926–1928: Daniel B. Clark - 1928–1929: John W. Boyle - 1929–1930: John F. Seitz - 1930–1931: Hal Mohr - 1931–1937: John Arnold - 1937–1939: Victor Milner - 1939–1941: John Arnold Tussen 1941 en 1943 had ASC geen president. - 1943–1947: Leonard Smith - 1947–1948: Leon Shamroy - 1948–1950: Charles G. Clarke - 1950–1951: Ray Rennahan - 1951–1953: Charles G. Clarke - 1953–1954: Arthur Edeson - 1954–1956: Arthur C. Miller - 1956–1957: George J. Folsey - 1957–1958: Burnett Guffey - 1958–1960: Walter Strenge - 1960–1961: Lee Garmes - 1961–1963: William H. Daniels | - 1963–1965: Hal Mohr - 1965–1966: Ray Rennahan - 1966–1969: Sol Halperin - 1969–1970: Hal Mohr - 1970–1973: Sol Halperin - 1973–1975: Ernest Laszlo - 1975–1976: Lester Shorr - 1977–1978: Linwood G. Dunn - 1979–1980: William A. Fraker - 1981–1982: Harry Wolf - 1983: Ralph Woolsey - 1984: William A. Fraker - 1985–1986: Stanley Cortez - 1987–1988: Harry Wolf - 1989–1990: Leonard J. South - 1991–1992: William A. Fraker - 1993–1996: Victor J. Kemper - 1997: Owen Roizman - 1998–1999: Woody Omens - 1999–2001: Victor J. Kemper - 2002: Steven B. Poster - 2003–2004: Richard Crudo - 2004–2009: Daryn Okada - 2009–2012: Michael Goi - 2012-2013: Stephen Lighthill - 2013-2016: Richard Crudo - Sinds 2016 Kees van Oostrum |

## Prijzen
Sinds 1986 worden de ASC Awards for Outstanding Achievement in Cinematography uitgereikt aan cineasten, zowel voor films als voor televisie. Cineasten en andere filmmakers worden ook geëerd voor hun gehele carrière met de Achievement Award.